# Васильков (Черкасская область)
Василько́в (укр. Васильків) — село в Шполянском районе Черкасской области Украины.

## История
В июле 1995 года Кабинет министров Украины утвердил решение о приватизации находившегося здесь совхоза.
Население по переписи 2001 года составляло 2356 человек.

## Местный совет
20624, Черкасская обл., Шполянский р-н, с. Васильков, ул. Пролетарская, 176